# 스카이댄스 미디어

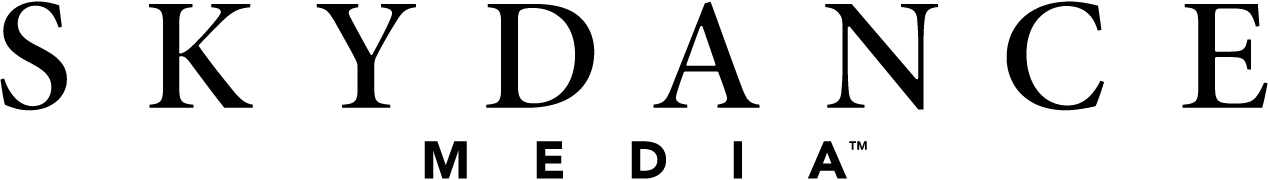
2016년부터 2021년까지 로고.

스카이댄스 미디어(영어: Skydance Media)는 2006년에 헐리우드 유명한 제작자인 데이비드 엘리슨이 설립한 영화 제작사이다.
설립 초기에는 영화배우로 출발해 자신의 이름을 건 스카이댄스 프로덕션스(영어: Skydance Productions)라는 매니지먼트 회사로 출발 4편의 영화에 출연하면서 자신의 이름을 각인 시켰다.
그 후, 2010년, 파라마운트 픽처스와의 공동 출자 계약을 통해서 영화 제작 스튜디오로 형태를 변경함과 동시에 엘리슨은 영화 배우를 그만두고 헐리우드 장편 영화의 제작자로 변신하게 된다. 2013년, TV 제작스튜디오인 스카이댄스 텔레비전(영어: Skydance Television)을 출범해 TV 드라마 제작에 참여하게 된다. 2015년, 세계 최고의 엔터테인먼트 회사로 거듭나기위해 스카이댄스 미디어로 사명을 변경했다.

## 주요작품 목록

### 영화
| 연도 | 제목                           | 레이블                | 배급사                                                      | 공동 제작 스튜디오                                                                       |
| ---- | ------------------------------ | --------------------- | ----------------------------------------------------------- | ---------------------------------------------------------------------------------------- |
| 2010 | 더 브레이브                    | SKY DANCE Productions | 파라마운트 픽쳐스                                           | Mike Zoss Productions, Scott Rudin Productions                                           |
| 2011 | 미션 임파서블: 고스트 프로토콜 | SKY DANCE Productions | 파라마운트 픽쳐스                                           | 배드 로봇, 톰 크루즈 프로덕션                                                            |
| 2012 | 더 길트 트립                   | SKY DANCE Productions | 파라마운트 픽쳐스                                           | 빈칸                                                                                     |
| 2012 | 잭 리처                        | SKY DANCE Productions | 파라마운트 픽쳐스                                           | 톰 크루즈 프로덕션                                                                       |
| 2013 | 지.아이.조 2                   | SKY DANCE Productions | 파라마운트 픽쳐스                                           | 메트로 골드윈 메이어, 해즈브로                                                           |
| 2013 | 스타트렉 다크니스              | SKY DANCE Productions | 파라마운트 픽쳐스                                           | 배드 로봇                                                                                |
| 2013 | 월드워Z                        | SKY DANCE Productions | 파라마운트 픽쳐스                                           | 플랜 B 엔터테인먼트, GK 필름스                                                           |
| 2014 | 잭 라이언: 코드네임 쉐도우     | SKY DANCE Productions | 파라마운트 픽쳐스                                           | 메트로 골드윈 메이어, 해즈브로                                                           |
| 2015 | 터미네이터 제니시스            | SKY DANCE Productions | 파라마운트 픽쳐스                                           | 빈칸                                                                                     |
| 2015 | 미션 임파서블: 로그네이션      | SKY DANCE Productions | 파라마운트 픽쳐스                                           | 배드 로봇, 톰 크루즈 프로덕션                                                            |
| 2016 | 스타트렉 비욘드                | SKY DANCE MEDIA       | 파라마운트 픽쳐스                                           | 배드 로봇                                                                                |
| 2016 | 잭 리처: 네버 고 백            | SKY DANCE MEDIA       | 파라마운트 픽쳐스                                           | 톰 크루즈 프로덕션                                                                       |
| 2017 | 라이프                         | SKY DANCE MEDIA       | 콜럼비아 픽처스                                             | 빈칸                                                                                     |
| 2017 | 베이워치                       | UNCHARTED             | 파라마운트 픽쳐스                                           | Seven Bucks Productions, The Montecito Picture Company, Flynn Picture Company            |
| 2017 | 지오스톰                       | SKY DANCE MEDIA       | 워너 브라더스                                               | Electric Entertainment                                                                   |
| 2018 | 서던 리치: 소멸의 땅           | SKY DANCE MEDIA       | 파라마운트 픽쳐스                                           | Scott Rudin Productions, DNA Films                                                       |
| 2018 | 미션 임파서블: 폴아웃          | SKY DANCE MEDIA       | 파라마운트 픽쳐스                                           | 배드 로봇, 톰 크루즈 프로덕션                                                            |
| 2019 | 제미니 맨                      | SKY DANCE MEDIA       | 파라마운트 픽쳐스                                           | 제리 브룩하이머 필름스                                                                   |
| 2019 | 터미네이터: 다크 페이트        | SKY DANCE MEDIA       | 20세기 폭스(International) 파라마운트 픽쳐스(North America) | Tencent Pictures, 라이트스톰 엔터테인먼트                                                |
| 2019 | 6 언더그라운드                 | SKY DANCE MEDIA       | 넷플릭스                                                    | Bay Films                                                                                |
| 2020 | 올드 가드                      | SKY DANCE MEDIA       | 넷플릭스                                                    | Denver and Delilah Productions                                                           |
| 2021 | 위다웃 리모스                  | SKY DANCE MEDIA       | 아마존 스튜디오                                             | 파라마운트 픽쳐스, Weed Road Pictures, Outlier Society and Midnight Radio Productions    |
| 2021 | 투모로우 워                    | SKY DANCE MEDIA       | 아마존 스튜디오                                             | 파라마운트 픽쳐스, New Republic Pictures, Phantom Four Films and Lit Entertainment Group |
| 2021 | 스네이크 아이즈: 지 아이 조    | SKY DANCE MEDIA       | 파라마운트 픽쳐스                                           | 메트로 골드윈 메이어, Entertainment One and Di Bonaventura Pictures                      |
| 2022 | 더 아담 프로젝트               | SKY DANCE MEDIA       | 넷플릭스                                                    | 21 Laps Entertainment and Maximum Effort                                                 |
| 2022 | 탑 건: 매버릭                  | SKY DANCE MEDIA       | 파라마운트 픽쳐스                                           | 돈 심슨/제리 브룩하이머 필름스, 톰 크루즈 프로덕션                                       |
| 2022 | 럭                             | SKY DANCE Animation   | 애플 TV+                                                    | Apple Studios                                                                            |
| 2022 | 지상 최대 맥주배달 작전        | SKY DANCE MEDIA       | 애플 TV+                                                    | Apple Studios and Living Films                                                           |